# Alumbrado navideño de Medellín

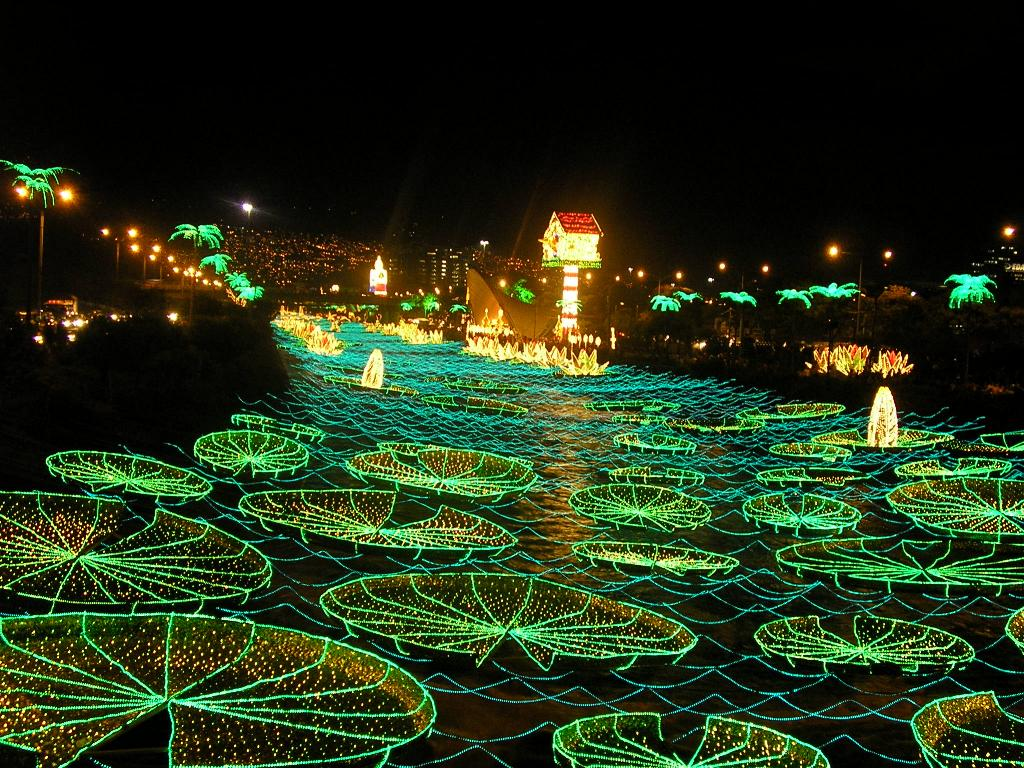
Alumbrado sobre el Río Medellín, 2004.

El Alumbrado Navideño de Medellín constituye un tradicional evento cotidiano que con los años, amplia disponibilidad de recursos energéticos y presupuestales y la masiva aceptación por parte tanto de los ciudadanos locales como por los miles de turistas, se ha convertido en una enorme fiesta de la ciudad, llena de luces y de programación cultural.
El "Alumbrado" navideño ha hecho famosa a Medellín: más de 14,5 millones de bombillas (2008), 300 km de cables iluminados, 21 parques, 4 km de recorrido de alumbrados en el centro de la ciudad y programación cultural durante todo el mes, hacen de diciembre una de las mejores épocas para visitar a Medellín. El 7 de diciembre se enciende el alumbrado y en la noche se realiza el Desfile de Danzas, Mitos y Leyendas, una de las más destacadas tradiciones de la ciudad.En el mes de diciembre del año 2012 El alumbrado de Medellín fue seleccionado entre las diez ciudades más sorprendentes del mundo para rememorar la Navidad. Así lo reconoció la National Geographic en su sitio web.
Todos los parques recreativos y todos los museos tienen entrada libre para menores de 12 años del 7 de diciembre al 9 de enero, y en los museos de Antioquia y Pedro Nel Gómez el ingreso es libre para todas las personas en esta temporada.
Para diciembre de 2008, Empresas Públicas de Medellín (EPM) encargada del alumbrado, destinó bombillas, mangueras, proyectores y mallas luminosas para los diseños en toda la ciudad. A estos hay que adicionarles las estructuras metálicas y de fibra de vidrio, y 14,5 millones de luces multicolores, en las que se invirtieron 6.200 millones de pesos (2,6 millones de dólares aprox).
Además EPM renovó parte de los elementos y de la iluminación utilizada en épocas anteriores y se instalaron en sitios a donde nunca habían llegado. Entre ellos se resaltan la Avenida 33 hasta el río Medellín, la vía a Las Palmas, los tanques del acueducto ubicados en algunos barrios, el interior del Jardín botánico de Medellín y el Parque Norte.
Como es tradicional, el recorrido principal del alumbrado se inicia en el Teatro Pablo Tobón Uribe, baja por la avenida La Playa hasta la Plaza Botero, toma la carrera Carabobo hasta la calle San Juan, luego de por dicha calle hasta río Medellín, y paralelamente a este río, desde San Juan hasta el antiguo Puente Guayaquil esta la parte del recorrido que cuenta con los mejores diseños del alumbrado. por lo cual es el más visitado.

## Reseña histórica'
En 1955, cuando Empresas Públicas de Medellín apenas se consolidaba como institución, nació el Alumbrado Navideño. Por la época decembrina, parte de la ciudad se engalanaba tímidamente con lámparas especiales gracias a los aportes materiales de la empresa privada, las autoridades y hasta de la prensa. Los habitantes de la Bella Villa "bajaban" a mirar el encendido oficial a las seis de la tarde y a recorrer una y otra vez La Playa, desde siempre constituida en columna vertebral del decorado navideño.
Hacia 1967, Empresas Públicas de Medellín asumió la realización de "los alumbrados", como se les conoce popularmente, y con ello, su diseño, montaje y, por supuesto, sus costos. Con el paso del tiempo, dichos alumbrados se fueron mejorando, convirtiéndose en uno de los mayores atractivos turísticos de Medellín en la temporada de fin de año. Adicionalmente, la National Geographic, en su sitio web, presenta el alumbrado navideño de la ciudad como uno de los diez más bellos del mundo.
EPM había ofrecido su alumbrado más representativo año tras año, sólo modificado en la época dicembrina de 1992, cuando la emergencia del racionamiento obligó a derrochar toda la creatividad de sus funcionarios para concebir un "decorado" distinto, y de esta manera no privar a la ciudad del encanto navideño. Fue una propuesta distinta, donde los adornos y la magia del fuego, sustituyeron los bombillos multicolores.
Hoy, el Alumbrado es toda una institución para Medellín. Cientos de personas trabajan durante muchos meses para que miles de visitantes puedan disfrutarlo en puntos estratégicos de la ciudad.

## Premios
- 2012: el alumbrado de Medellín fue seleccionado entre las diez ciudades más sorprendentes del mundo para rememorar la Navidad. Así lo reconoció la National Geographic en su sitio web.1 2.
- 2014: el alumbrado de Medellín es incluido junto con las ciudades de Nueva York, Barcelona, Alemania en la aplicación Xmas World (Navidad alrededor del mundo)  como una de las mejores Navidades del mundo.[6] Video de los alumbrados[7]

## Programación fiestas del Alumbrado Navideño 2019
- Día Mundial del Tango

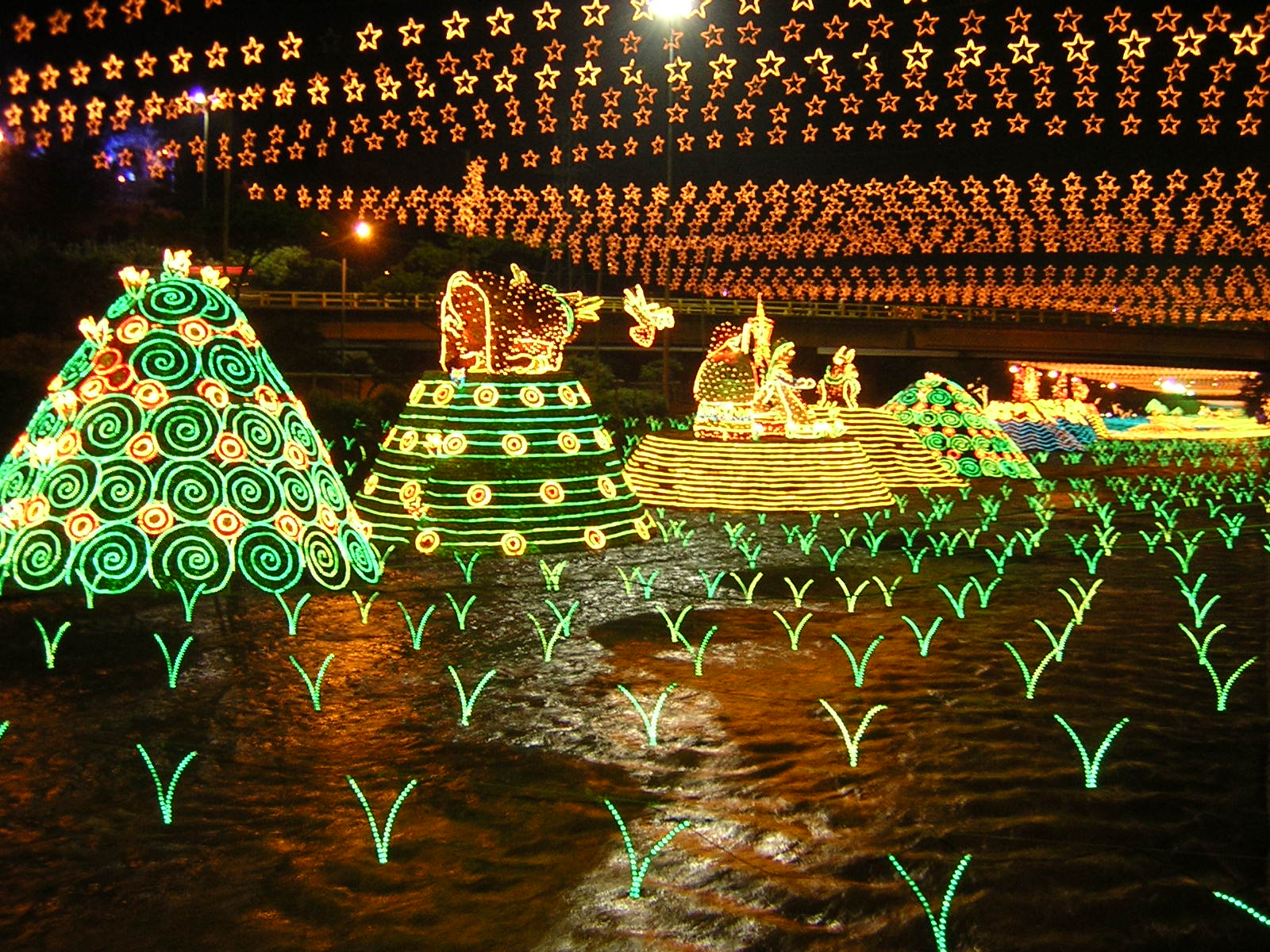
Alumbrados en el Río Medellín, 2006.

- Nochebuena para comprar, Centros comerciales y comercio en general, abierto al público 24 horas
- Ingreso gratuito de niños a Museos y Parques de la Ciudad
- Mercado de Sanalejo, Mercado artesanal y de antigüedades
- Novenas navideñas, en diferentes sitios de la ciudad
- Fuegos pirotécnicos, desde los diferentes cerros
- Muchas otras actividades culturales, deportivas y tradicionales
- Desfile de Danzas Mitos y Leyendas el 7 de diciembre.

## Galería de imágenes

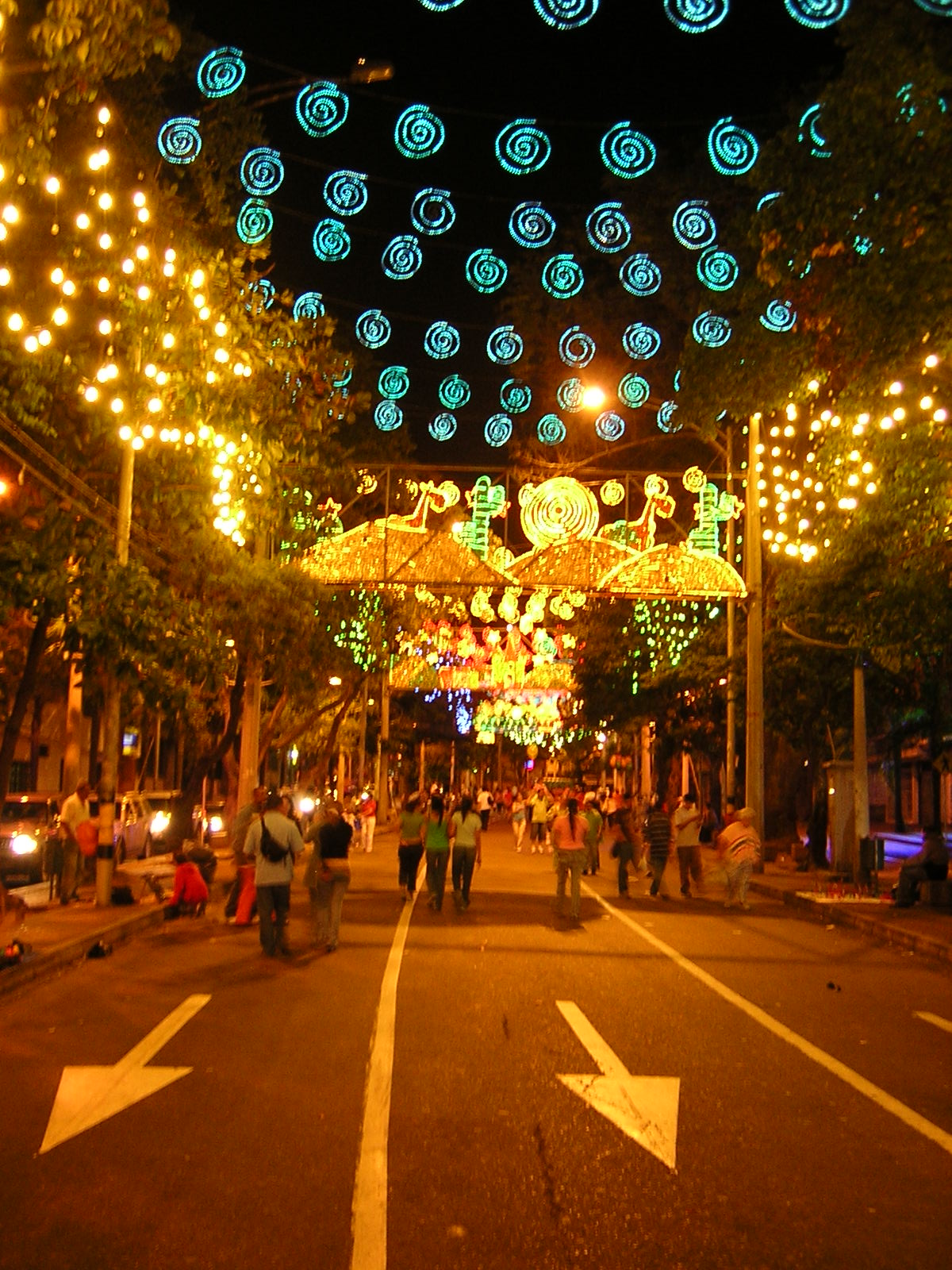
Alumbrados en la AV. La Playa
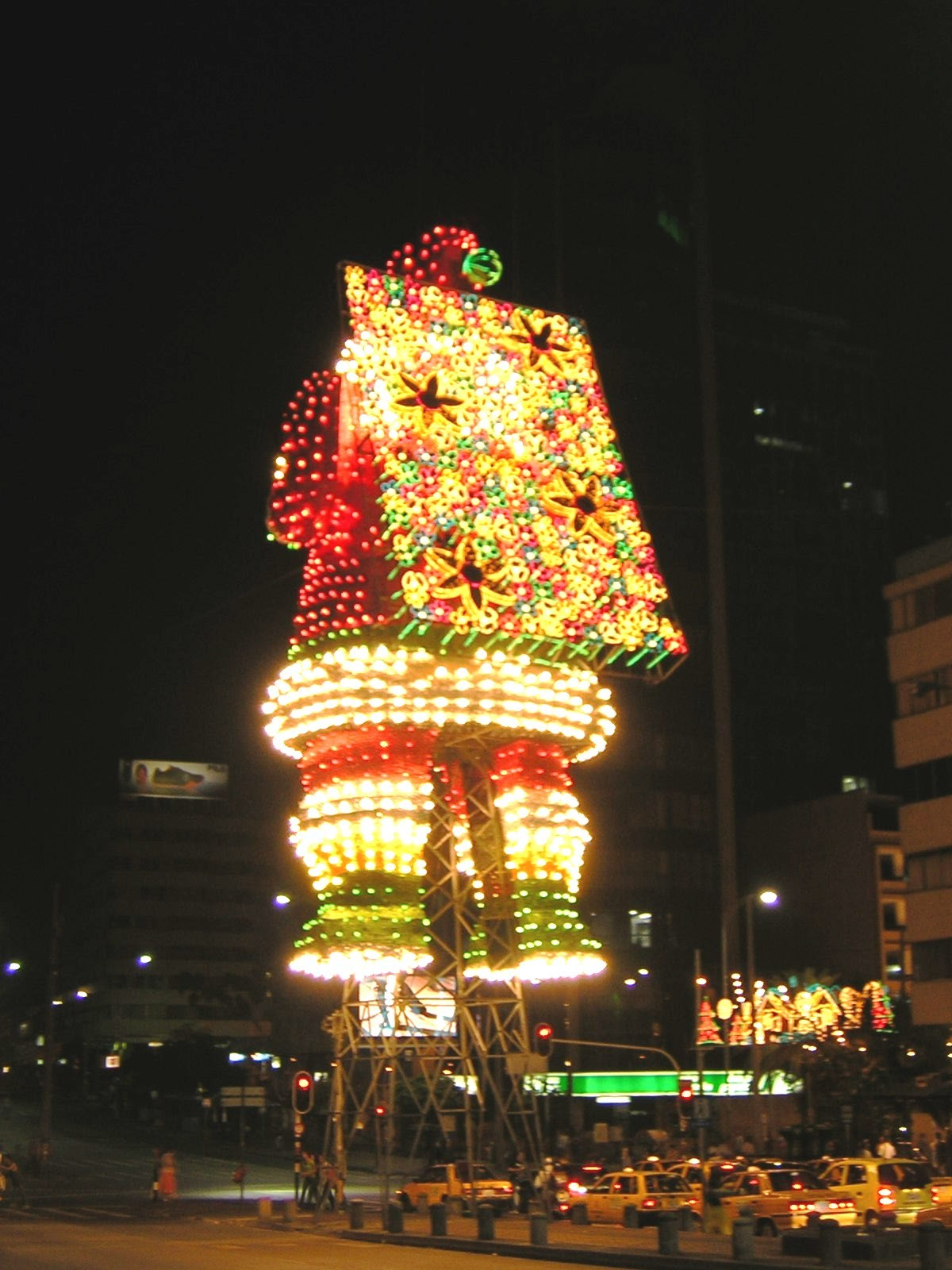
Papá Noel Silletero
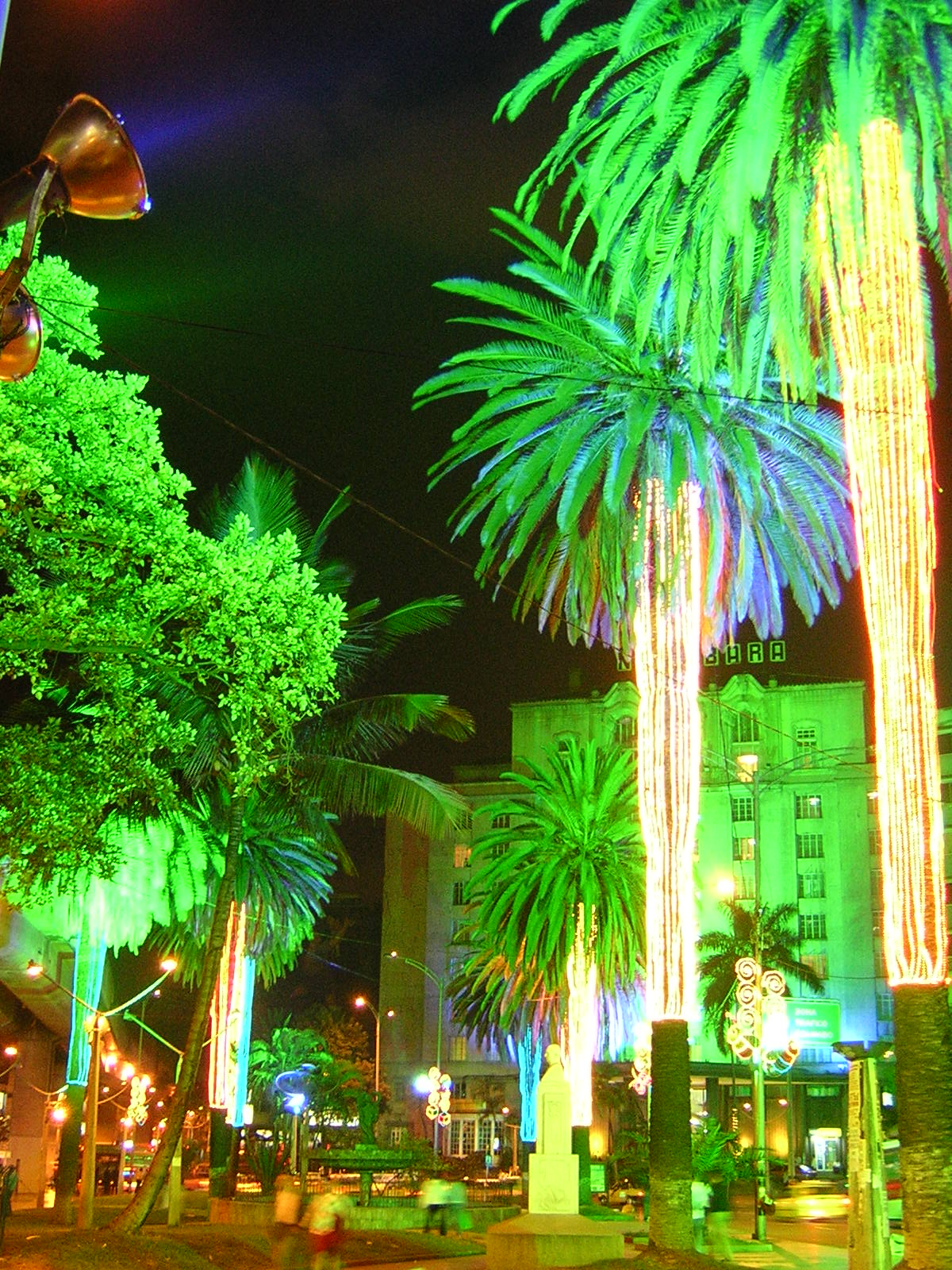
Alumbrados en la Plazuela Nutibara
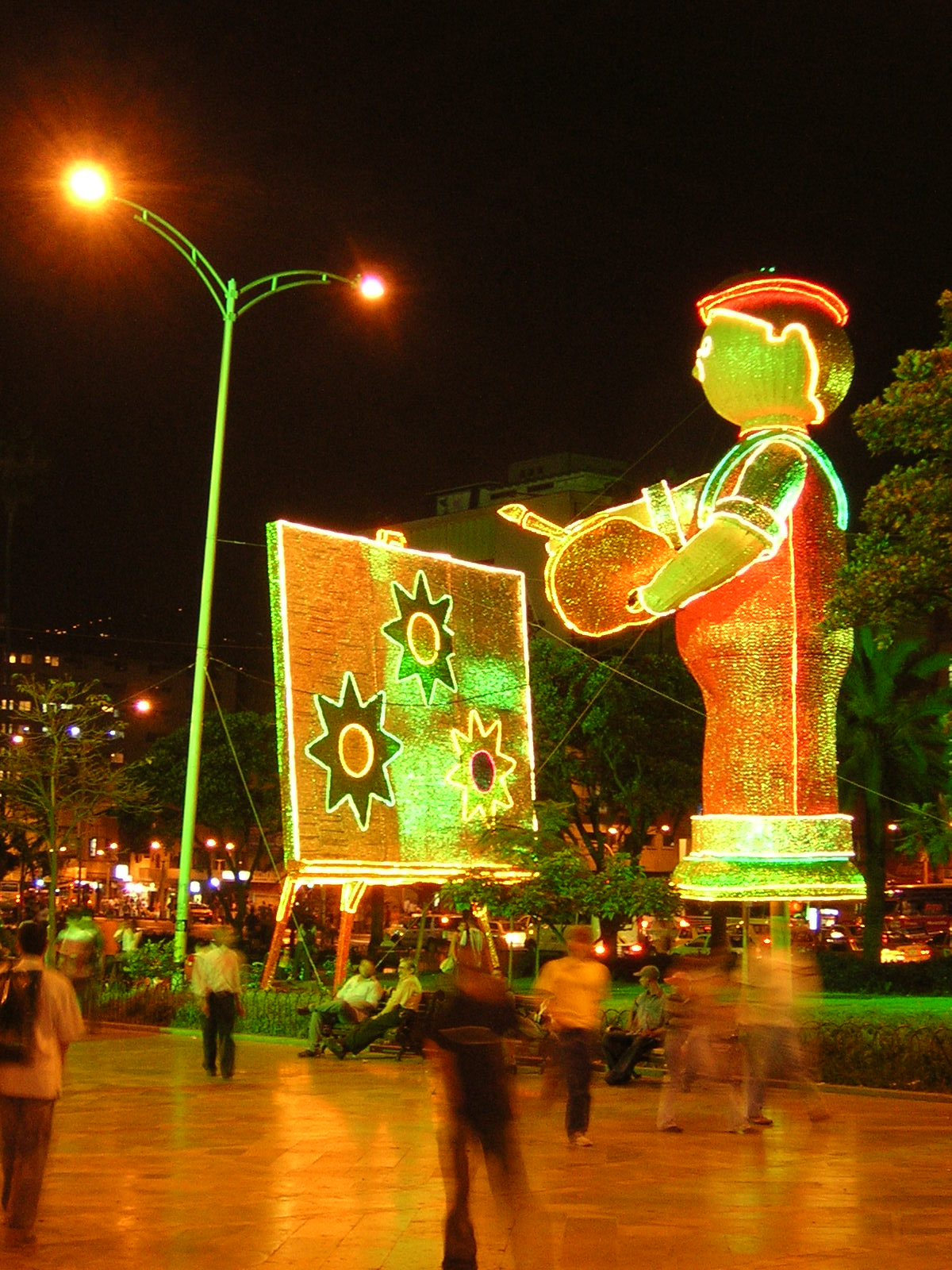
Plaza Botero
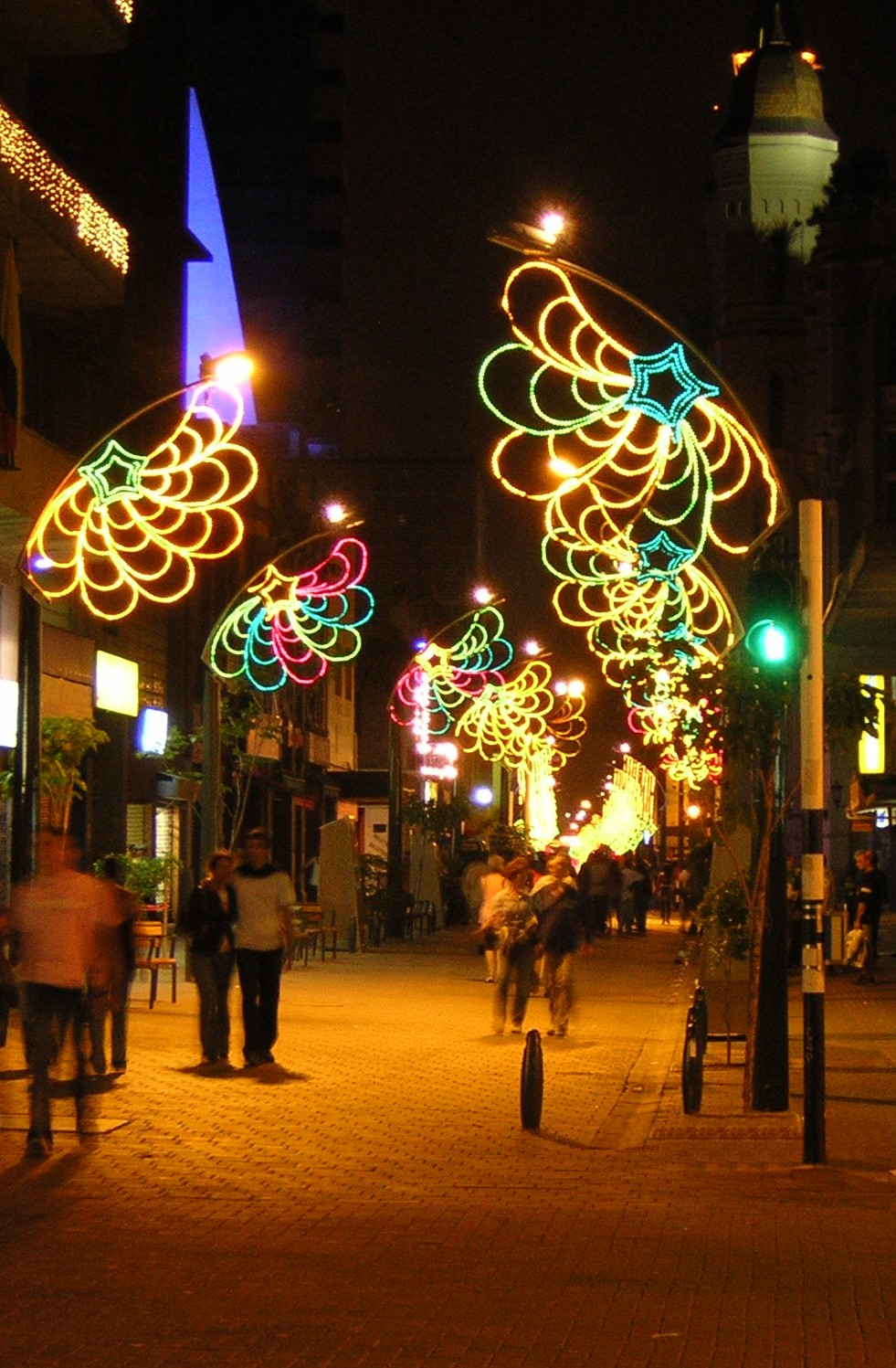
Alumbrados por Carabobo
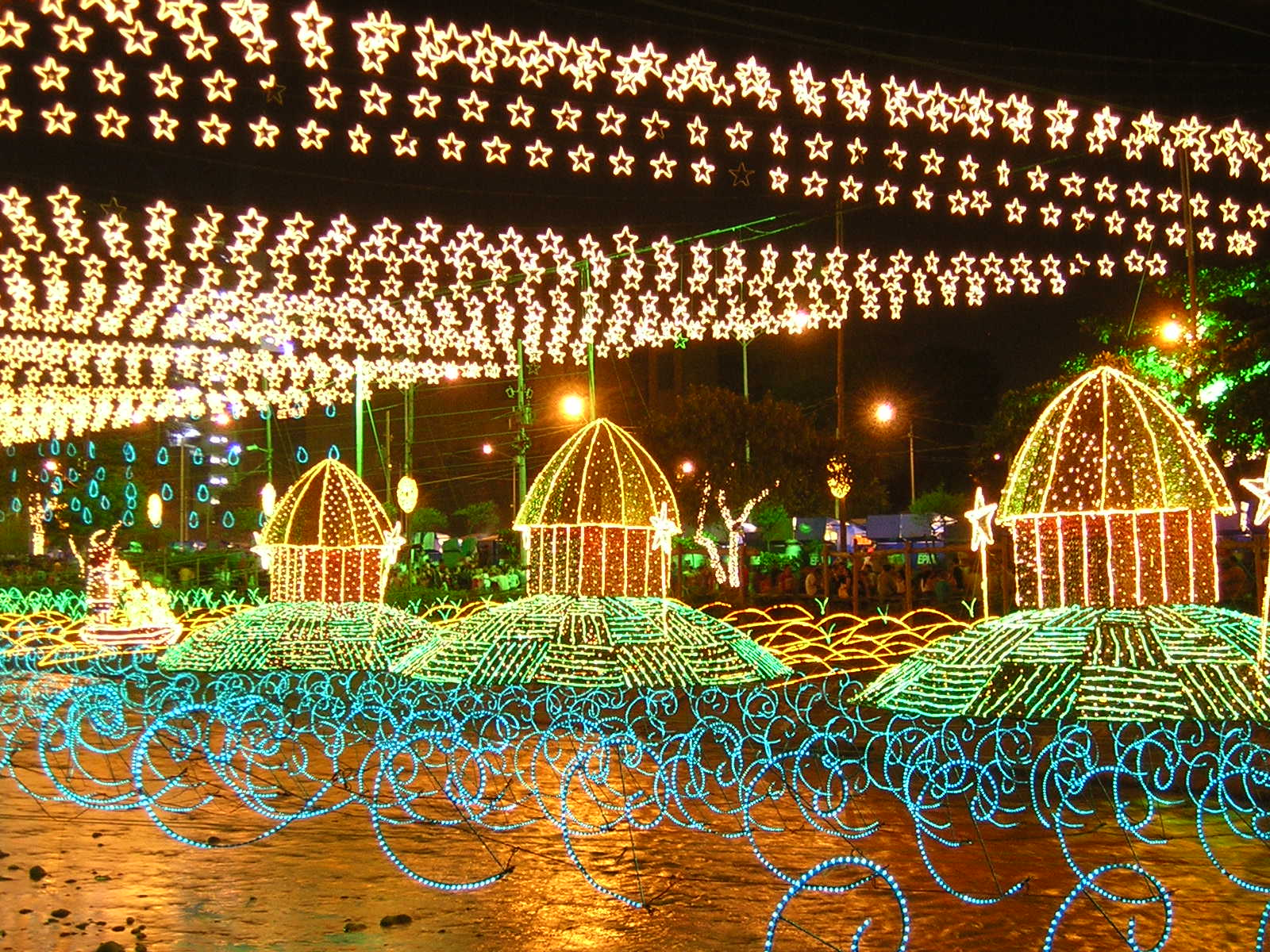
Alumbrados del Rio
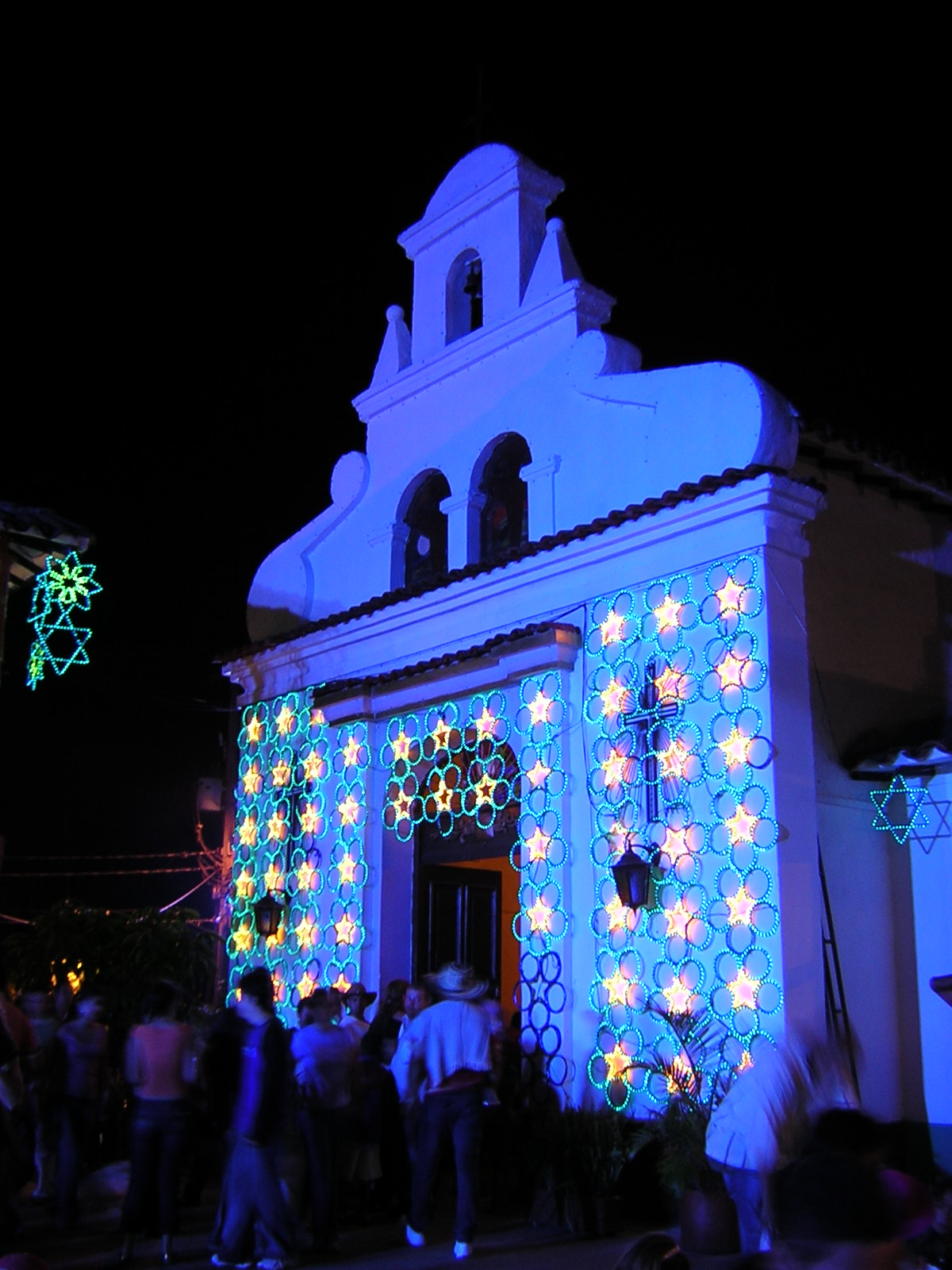
Pueblito Paisa
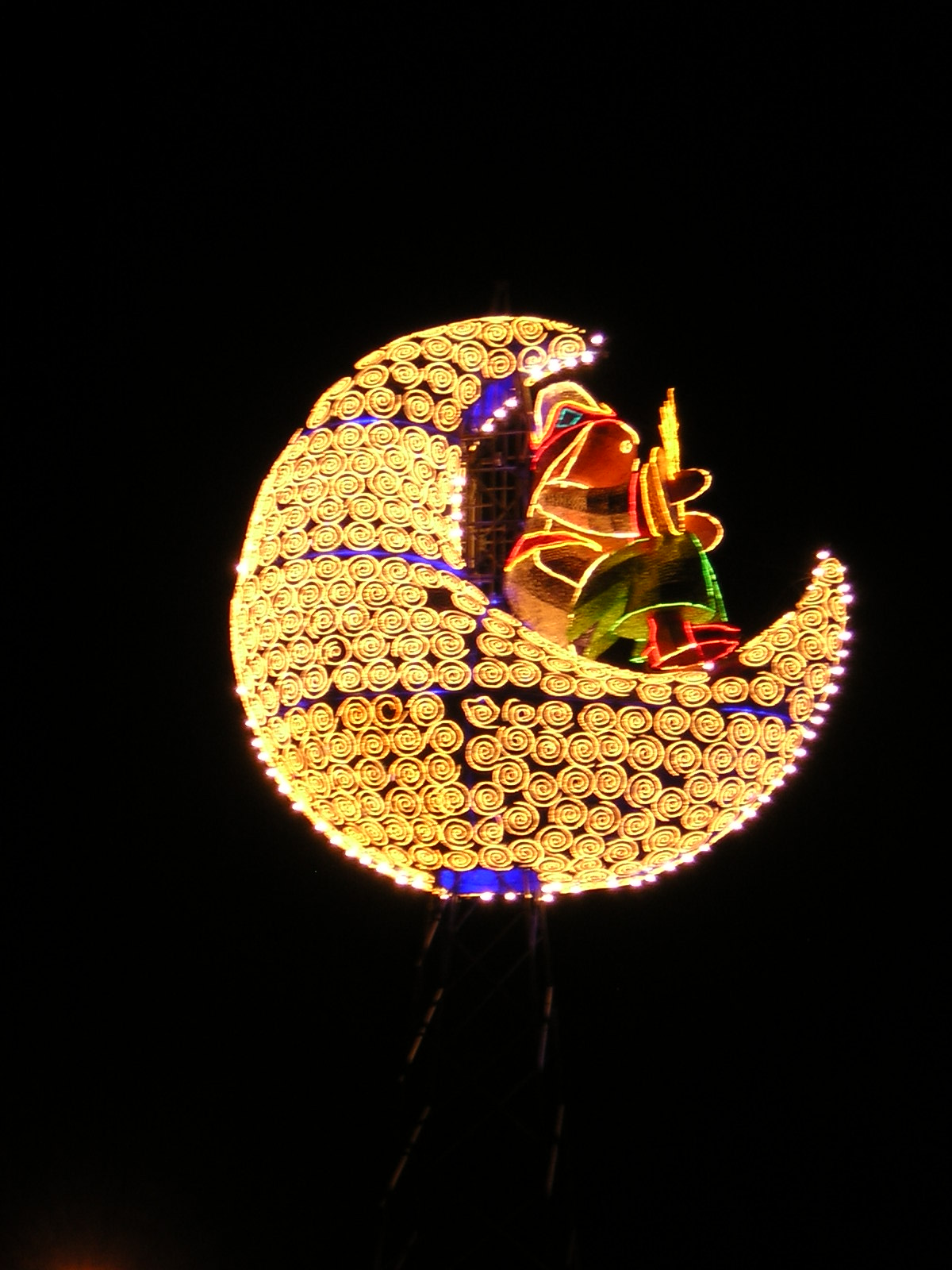
Cerro Nutibara